# Eckbert von Schönau
Eckbert von Schönau (* um 1120; † 1184) war der Bruder der Heiligen Elisabeth von Schönau. Er trat 1155 oder 1156 in den Männerkonvent des Benediktinerklosters Schönau ein. Die Visionen seiner Schwester schrieb er in lateinischer Sprache nieder.
Später wurde er Abt des Klosters Schönau.
Seine dreizehn Predigten gegen die Katharer (Sermones contra Catharos) wurden nach 1163 verfasst, nach der Verbrennung einiger Katharer unter dem Kölner Erzbischof Reinald von Dassel, die zuvor von Eckbert vernommen worden sind. Der Name Katharer wurde im Deutschen zum ersten Mal von Eckbert verwendet, und er wurde von da ab wie Ketzer die gewöhnliche Bezeichnung für jeden Häretiker. Nach Charles Schmidt ist es das einzige Werk eines deutschen Autors gegen die Katharer.
Seine Schriften wurden von F. W. E. Roth herausgegeben. Der lateinische Text der Predigten gegen die Katharer sowie der Visionen Elisabeths ist abgedruckt in Band 195 der Patrologia Latina.